# María Elena Salinas
María Elena Salinas es una periodista, presentadora de noticias y autora estadounidense. Salinas ha sido la copresentadora del Noticiero Univisión, el buque insignia del noticiero de la tarde en Univisión, desde el año 1987 hasta el 7 de diciembre de 2017. Desde 2000 fue también coanfitriona en Aquí y Ahora, un programa de revista de noticias también transmitido por Univisión . Estos dos programas son vistos por millones de televidentes en todo el continente americano, incluyendo 18 países de América Latina.
En el curso de su carrera, Salinas ha cubierto muchas de las principales historias del día y ha sido reconocida por su trabajo como periodista y filántropo. Fue nombrada en 2006 como la "Voz de América Hispana" por el New York Times.

## Biografía
Los padres de Salinas emigraron a los Estados Unidos desde México en la década de 1940. Nació en Los Ángeles en 1954. De niña vivió en México por 7 años, y se crio en Los Ángeles. Desde 1991, Salinas ha vivido en Miami con sus dos hijas, Julia Alexandra y Gabriela María.
Su autobiografía "Yo soy la hija de mi padre" se publicó en 2006. Incluyó su descubrimiento de que su difunto padre había sido un sacerdote católico, y su propia investigación al respecto.

## Carrera como periodista

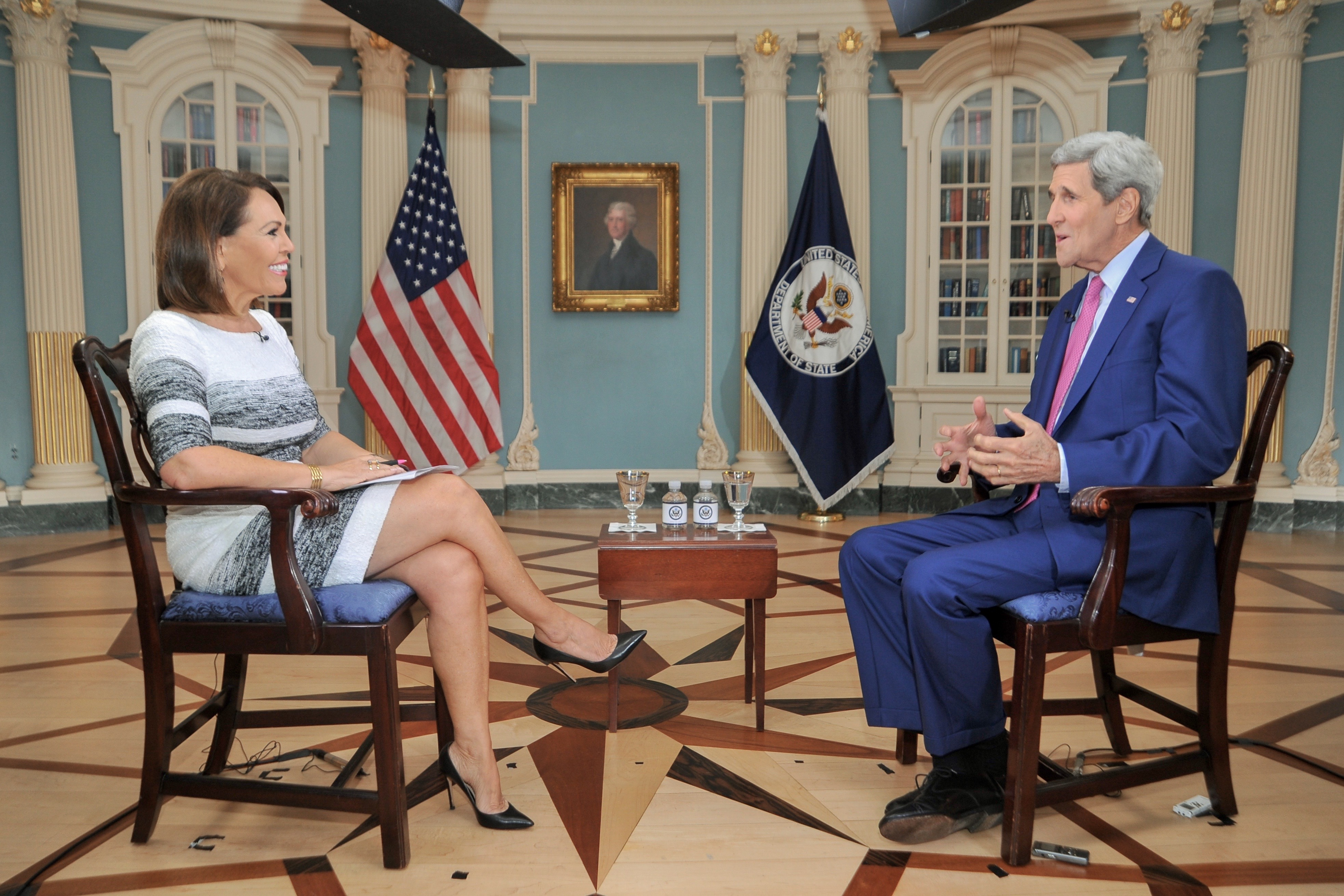
El Secretario de Estado de Estados Unidos John Kerry durante una entrevista con María Elena Salinas de Univisión, 12 de agosto de 2015, en la Sala de Tratados del Departamento de Estados Unidos.

Salinas comenzó su carrera periodística como reportera y presentadora para KMEX-34, la afiliada de Univisión en Los Ángeles, en 1981. Reconocida por sus informes sobre el impacto de las noticias diarias en la creciente comunidad hispana del sur de California, asumió la conducción del programa nacional de noticias en lengua española Noticiero Univision en 1987.
Como conductora ha llevado a cabo entrevistas de alto perfil con prominentes figuras mundiales, que van desde Jefes de Estado de América Latina al Ejército Zapatista de Liberación Nacional con su portavoz el Subcomandante Marcos y todos los presidentes de EE. UU. desde Jimmy Carter. También ha entrevistado a personajes famosos, como Jennifer López, Ricky Martin y Gloria Estefan.
Salinas ha informado tanto a nivel nacional como internacional, sobre temas que van desde la difícil situación de los refugiados y los inmigrantes, las elecciones en todo el mundo, dictaduras, traficantes de drogas, insurgencias guerrilleras de América Latina, y catástrofes naturales incluyendo el terremoto de Haití de 2010 y los tornados que barrieron Oklahoma en 2013. Salinas fue una de las primeras mujeres periodistas en informar desde las calles de Bagdad.
En 2004, Salinas actuó como moderadora del primer debate presidencial bilingüe del Partido Demócrata sobre temas hispanos, y tres años más tarde fue coanfitriona de los foros en español de los partidos Demócrata y Republicano que se realizaron por primera vez y fueron transmitidos por la cadena Univisión.
Es valorada por su conocimiento y experiencia en temas hispanos, ha sido entrevistado por notable periodistas como Katie Couric y Bill Moyers, entre otros.
Se desempeñó también como columnista, su trabajo tanto en inglés como en español ha sido distribuido por el King Features Syndicate.